# 許傳盛
許傳盛（1965年1月14日—），花蓮縣鳳林鎮客家人，民主進步黨籍，曾任勞動部政務次長、行政院東部聯合服務中心執行長，專業領域為社會政策及觀光，是全臺灣擔任過最多縣市社會局長職位的人。大學就讀國立臺灣大學社會系期間，擔任臺灣大學新聞社社長，投入校園民主運動「自由之愛」林淑芬直接批評前部長許銘春、許傳盛、蔡孟良、謝宜容等人長年一起吃喝玩樂，上行下效、官箴敗壞。。

## 個人生活與政治生涯[7][8]
許傳盛出生於花蓮縣鳳林鎮，目前父母親仍居住在鳳林鎮北林里開設雜貨店。許傳盛是鳳林客家人，身為家中長子，從小對於砍草、放牛等農事相當嫻熟。求學成績頂尖，國中畢業後於聯考考取臺北市立建國高級中學，離開故鄉吸收了自由、進步的氣息，適逢美麗島事件發生，影響人生重大。自建國中學畢業後考上國立臺灣大學社會系，先後於國立中興大學取得碩士學位、於東海大學取得博士學位。
讀建中時，仍在戒嚴時期，某次全校大會考「愛國情操教育」，年輕氣盛的他認為這種考試太壓迫、太八股，一股衝動交了白卷；不只教官約談，遠在花蓮的農民父親也被叫上台北處理，學校懲處小過兩支。經過此事，雖對自由進步的理想沒有改變，但改用更圓融的方式處事，升學目標也從台大政治系轉為台大社會系，要用社會關懷的角度來關愛台灣。

### 學運世代一員
台大時期，加入大學新聞社（台大大新社），1986年，「鹿港居民反杜邦設廠事件」正如火如荼，台大學生籌組調查團至鹿港，做成調查報告《台大學生杜邦事件調查團綜合報告書》並出版，觸怒台大校方。校方以大新社之前刊登的漫畫內容暗示、披露國民黨介入校園選舉的新聞報導未送審為由，時任台大校長孫震懲處「大新社停社一年，社長許傳盛記過二次，林國明、陳明祺記過一次。」引起學生抗議，形成爭取言論自由，追求大學改革的「自由之愛」運動，1987年5月11日在台大發起「校園漫步」活動，手舉改革訴求的布條及標語的學生有許傳盛、林佳龍、鄭文燦、鍾佳濱、黃偉哲、王雪峰、段宜康、郭文彬、鄭麗文、林正修與李建昌等人。後來，抗議活動越演越烈，最後「自由之愛」成員文馨瑩、吳介民、林志修、林佳龍、梁至正、陳啟斌和鍾佳濱等人，被台大以「聚眾滋事」記小過處分。

### 進入政界服務
許傳盛出社會後第一份工作為民進黨「新國會」辦公室擔任國會助理、主任，協助民主進步黨在社福法案的草擬與推動工作。辦公室任內草擬新國會版「國民年金法草案」、「敬老福利津貼暫行條例」、「全民健康保險法」，提出「解構八十四年度退輔會預算」、「八十四年度國營事業預算總體檢」、「國營事業民營化研究」等政策報告。時任立委的蘇煥智表示，「1993年我當選立委後，第一個會期我就在新國會辦公室許傳盛的協助下，提出了全台灣第一版的國民年金法草案」。
1994年台灣省長選舉，擔任候選人陳定南特別助理。
1994年，陳水扁當選臺北市市長，陳菊出任台北市社會局長，許傳盛擔任社會局長陳菊的機要秘書，深受陳菊的信任與看重，此後一路擔任過臺中縣政府（縣長廖永來）、彰化縣政府（縣長翁金珠）與高雄市政府（市長陳菊）的社會局局長。在高雄市政府長達十年的工作經歷，分別擔任社會局局長、客家事務委員會主任委員、副秘書長、觀光局局長等職務，被視為是陳菊的子弟兵與旗下大將。
2016年5月20日，正式出任行政院東部聯合服務中心執行長，也是許傳盛在政治生涯首度回到東部服務，更被外界看好是民進黨與新潮流將在花蓮紮根的政治人物。
2020年5月20日，許傳盛因家庭因素辭任行政院東部聯合服務中心執行長，遺缺由前台東縣議員、副執行長洪宗楷接任。
2023年10月，原勞動部政務次長李俊俋升任監察院秘書長，許傳盛接任勞動部政務次長，並於同年12月上任。

### 災害應變經驗
任台中縣擔任社會局長時，遭逢九二一大地震，他衝出居住的尊龍大樓，大樓雖沒倒但已成危樓，他睡在車上一個禮拜，仍然忙於處理救災事宜。許傳盛將救災應變作成救災手冊，有一個標準的救災程序，2000年中國汶川發生地震，就是使用當時的SOP做為範本。高雄市觀光局長任內，遭逢高雄氣爆事故，遊客一度銳減，觀光業、旅宿業受到波及，許傳盛推出多項政策措施，成功讓高雄觀光回溫。

### 嚴重爭議：勞動部公務員霸凌輕生案
勞動部勞發署爆公務員遭霸凌案，分署長謝宜容成眾矢之的！民進黨立委林淑芬爆料，其實2月就有基層檢舉，輾轉將陳情信交給時任次長王安邦，但事後陳情卻被搓掉，日前調查報告還稱謝宜容「目的良善」。點名她背後的「靠山」就是前部長許銘春署長蔡孟良及次長許傳盛，上行下效，官箴敗壞。如今藍白要求聽證會調查究責。
勞動力發展署北分署公務員之死案延燒，涉霸凌的前北分署長謝宜容遭免職。民進黨立委林淑芬表示，行政調查召集人、勞動部次長許傳盛與謝宜容私交好，立場偏頗，已不適任次長。國民黨立委要求召開聽證會，民眾黨立委則點名勞動部前部長許銘春應說清楚講明白。

## 角逐花蓮縣縣長
2018年1月27日，接受蘋果日報採訪，宣布以「對的價值、好的改變」投入2018年底的花蓮縣縣長選舉，爭取民進黨提名。許傳盛表示，花蓮確實有許多急需解決的結構性問題。這些問題不會反映在幸福分數的評比上，在既有的縣政上也未得到應有的重視。花蓮可以更好，好分數好民調並沒有改變現今花蓮年輕人仍像他當年一樣，必須離開家鄉尋求發展機會的事實。若有機會，他要改變這一點。
2018年4月27日，民進黨中執會通過提名花蓮縣議員劉曉玫參選下屆縣長，許傳盛展現君子風度力挺劉曉玫，營造綠營團結氣氛。

## 學歷[37]
- 東海大學社會工作研究所博士（博士論文：長期照顧服務產業的營運與管理-從居家服務組織的實踐經驗出發）[38][39]
- 國立中興大學公共政策研究所碩士
- 國立台灣大學社會系學士
- 臺北市立建國中學
- 花蓮縣立鳳林國中
- 花蓮縣立北林國小

## 經歷[37]
- 行政院東部聯合服務中心執行長
- 高雄市政府觀光局局長
- 高雄市政府副秘書長
- 高雄市政府客家事務委員會主任委員
- 高雄市政府社會局局長
- 彰化縣政府社會局局長
- 台中縣政府社會局局長
- 台北市政府社會局秘書
- 立法院民進黨「新國會」辦公室國會助理、主任（1993.11-1994.8）

## 外部連結
- 許傳盛Facebook